# Frédérick Houdaer
Frédérick Houdaer (prononcez [oudar]) est un éditeur et écrivain français né à Paris le 25 juillet 1969, vivant à Lyon.

## Biographie
Frédérick Houdaer est romancier, poète et éditeur : il a dirigé une collection de romans francophones aux éditions À plus d’un titre et dirige une collection de poésie aux éditions Le Pédalo Ivre où il publie de jeunes poètes contemporains. 
Il est l'un des deux fondateurs des éditions Le Clos Jouve à Lyon, dans le quartier de La Croix-Rousse.
Il est notamment l'auteur d'un triptyque poétique dit des Anges Profanes (Angiomes - Engelures - Engeances).

## Publications
- Chez elle, éditions Sous le sceau du tabellion, 2023  (ISBN 978-2-9581771-1-9)[5].
- Pile poil (recueil de poèmes), éditions Gros textes, 2022  (ISBN 978-2-35082-507-6).
- Anges profanes (Angiomes - Engelures - Engeances) (recueil de poèmes), éditions La Passe du vent, 2021  (ISBN 978-2-84562-361-3).
- Armaguédon Strip (roman), éditions Le Dilettante, 2018  (ISBN 978-2-84263-928-0)[6],[7].
- Nuit Grave (recueil de poèmes), éditions La Boucherie Littéraire, 2017  (ISBN 978-2-95512-839-8).
- Pardon my French (recueil de poèmes), éditions Les carnets du dessert de lune, 2016  (ISBN 978-2-93060-739-9).
- Pourquoi je lis Les Amours Jaunes de Tristan Corbière (essai), éditions Le Feu Sacré, 2015
- No parking no business (recueil de poèmes), éditions Gros textes, 2014  (ISBN 978-2-35082-245-7).
- Fire Notice (recueil de poèmes), éditions Le Pont du Change, 2013  (ISBN 979-10-92038-00-2).
- Engeances (recueil de poèmes), éditions La Passe du Vent, 2012[8]  (ISBN 978-2-84562-191-6).
- Engelures (recueil de poèmes) éditions Oniva, 2010  (ISBN 978-2-915356-12-0).
- Ankou, lève-toi (roman), éditions Terre de brume, collection Polars&Grimoires, 2010  (ISBN 978-2- 84362-465-0).
- Angiomes (recueil de poèmes), éditions La Passe du Vent, 2005  (ISBN 2845620756).
- La Grande Érosion (black sotie) (roman), éditions La Passe du Vent, 2000  (ISBN 2-84562-011X).
- L'Idiot no 2 (roman), éditions Le Serpent à plumes, collection Serpent Noir, 1999  (ISBN 2-84261-114-4).

### En collaboration
- Avec Judith Wiart, Dures comme le bois (nouvelles), éditions Sous le sceau du tabellion, 2022  (ISBN 978-2-9567980-8-8)[9].
- Avec Jean-Marc Flahaut, Cinéma inferno, Lyon, Le Pédalo ivre, coll. « Poésie », 2018  (ISBN 979-10-92921-19-9)[10].

## Bourses et distinctions
- 2002 : L’Agence Rhône-Alpes pour le livre et la documentation (ARALD) lui a accordé une résidence d’auteur à Montréal (Québec).
- 2003 : Frédérick Houdaer a obtenu une bourse du Centre national du livre (CNL).
- 2013 : Frédérick Houdaer a obtenu une bourse de la région Rhône-Alpes pour son nouveau triptyque poétique en chantier.